# Liste von Astrophysikern
Die Liste von Astrophysikern führt zu den Biographien der wichtigsten Persönlichkeiten, die wesentliche Beiträge zum Fachgebiet der Astrophysik geleistet haben. Der Schwerpunkt liegt mehr auf der Verbindung der theoretischen oder Experimentalphysik mit Problemen des Kosmos, doch sind die Übergänge zur Astronomie fließend. Die Liste von Astronomen führt zu den entsprechenden Biographien.
Die Liste ist alphabetisch nach Nachnamen sortiert.
- Charles Greeley Abbot (USA, 1872–1973)
- Hannes Alfvén (Schweden, 1908–1995)
- Wiktor Hambardsumjan (Sowjetunion, Armenien, 1908–1996)
- Wilhelm Anderson (Estland, Deutschland, 1880–1940)
- Robin M. Canup (USA, 1968)
- Subrahmanyan Chandrasekhar (Indien, USA, 1910–1995)
- Robert F. Christy (USA, 1916–2012)
- Herbert Dingle (USA, 1890–1978)
- Frank Drake (USA, 1930–2022)
- Freeman Dyson (England, USA, 1923–2020)
- Arthur Eddington (England, 1882–1944)
- Jürgen Ehlers (Deutschland, 1929–2008)
- Jaan Einasto (Sowjetunion, Estland, 1929)
- Anna Frebel (Deutschland, 1980)
- Margaret Geller, (USA, 1947)
- Thomas Gold (USA, 1920–2004)
- Walter Grotrian (Deutschland, 1890–1954)
- Margherita Hack (Italien, 1922–2013)
- Stephen Hawking (England, 1942–2018)
- Klaus Katterbach (Deutschland, 1908–1971)
- Hans Kienle (Deutschland, 1895–1975)
- Margaret Kivelson (USA, 1928)
- Samuel Pierpont Langley (USA, 1834–1906)
- Reimar Lüst (Deutschland, 1923–2020)
- William McCrea (Irland, 1904–1999)
- Milutin Milanković (Jugoslawien, 1879–1958)
- Ben Moore (England, 1966)
- Igor Nowikow (Sowjetunion, Russland, 1935)
- Jeremiah P. Ostriker (USA, 1937–2025)
- Anton Pannekoek (Niederlande, 1873–1960)
- Elma Parsamjan (Sowjetunion, Armenien, 1929)
- Hubert Reeves (Kanada, 1932–2023)
- Sally Ride (USA, 1951–2012)
- Arnulf Schlüter (Deutschland, 1922–2011)
- David Schramm (USA, 1945–1997)
- Jakow Seldowitsch (Sowjetunion, 1914–1987)
- Albrecht Unsöld (Deutschland, 1905–1995)
- Mark Vogelsberger (Deutschland, 1978)